# Тур Тюрингии (женский)
Тур Тюрингии (нем. Thüringen Rundfahrt der Frauen или нем. Thüringen Ladies Tour) — шоссейная многодневная велогонка, проходящая по территории сначала ГДР, а затем Германии с 1986 года.

## История

Логотип гонки до 2016 года

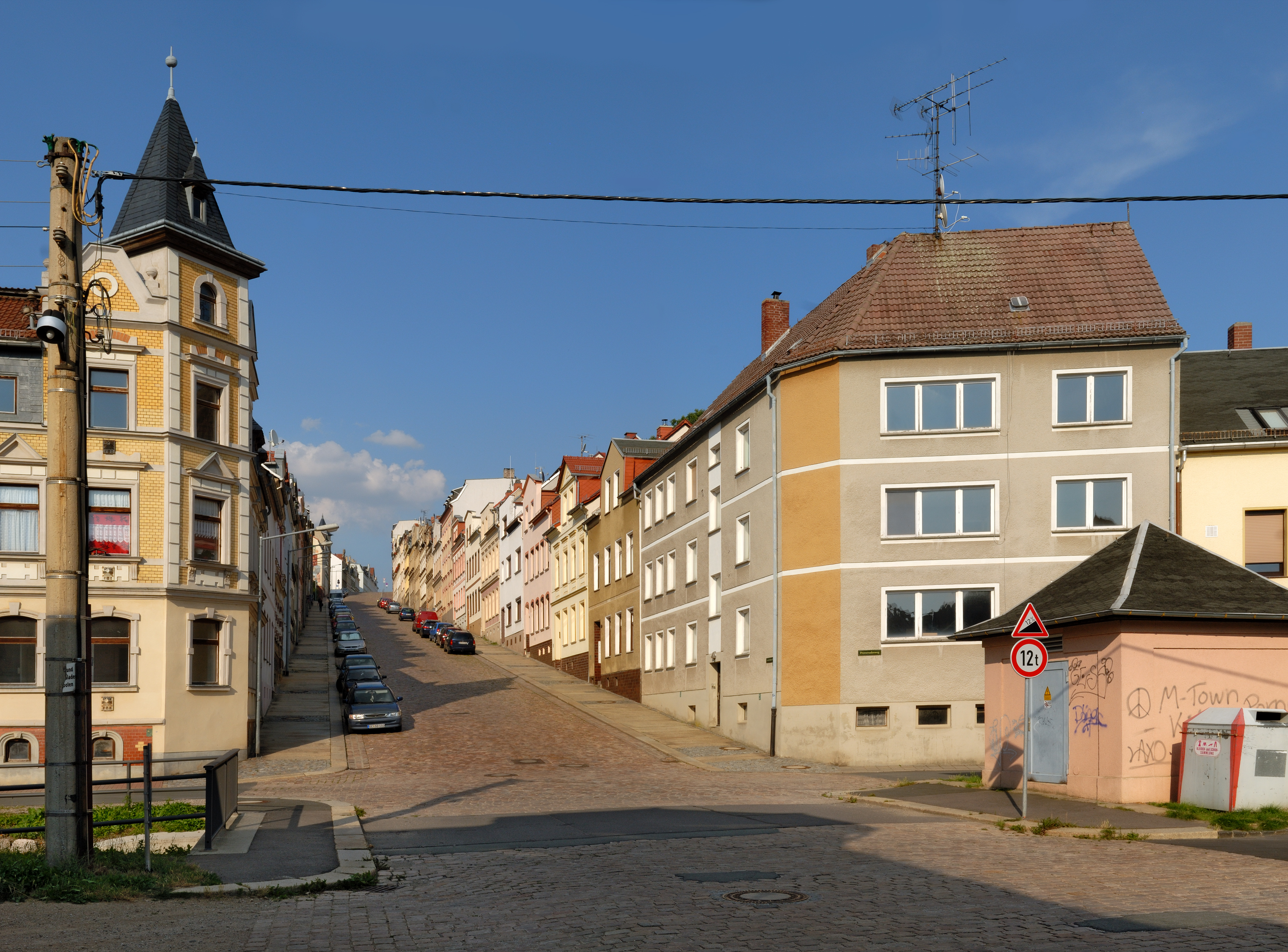
подъём Mur de Meerane

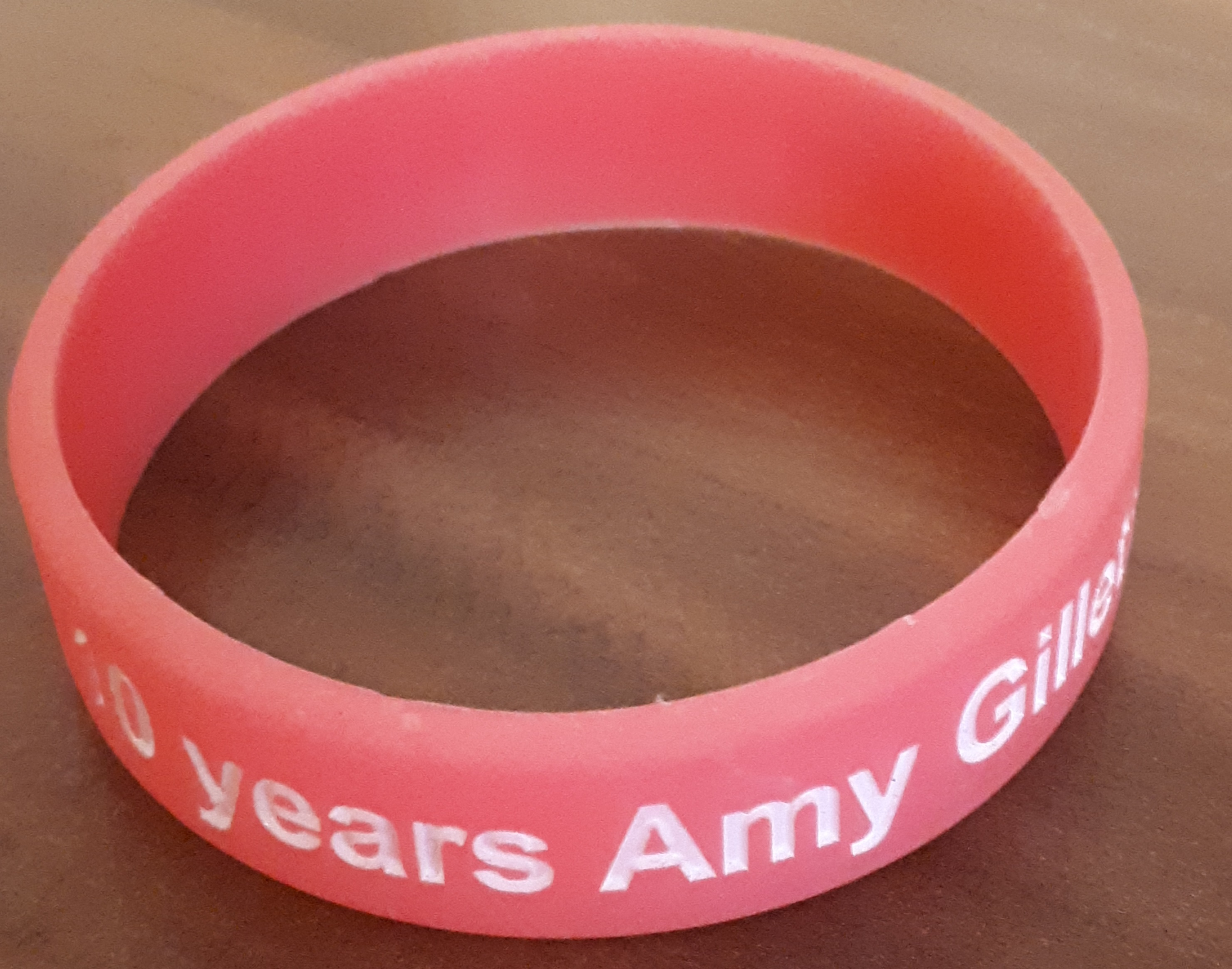
Браслет в память о смерти Эми Джиллетт, изданный в 2015 году

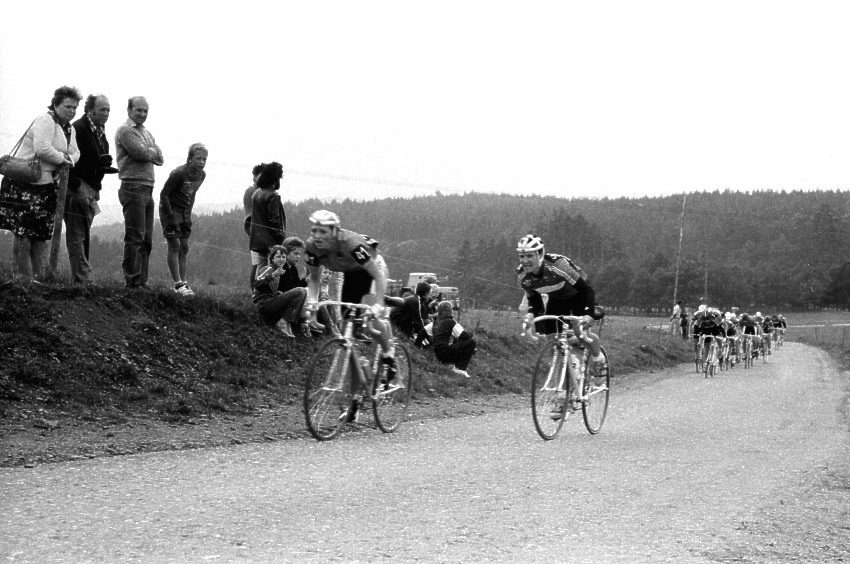
Фрагмент гонки в конце 80-х годов

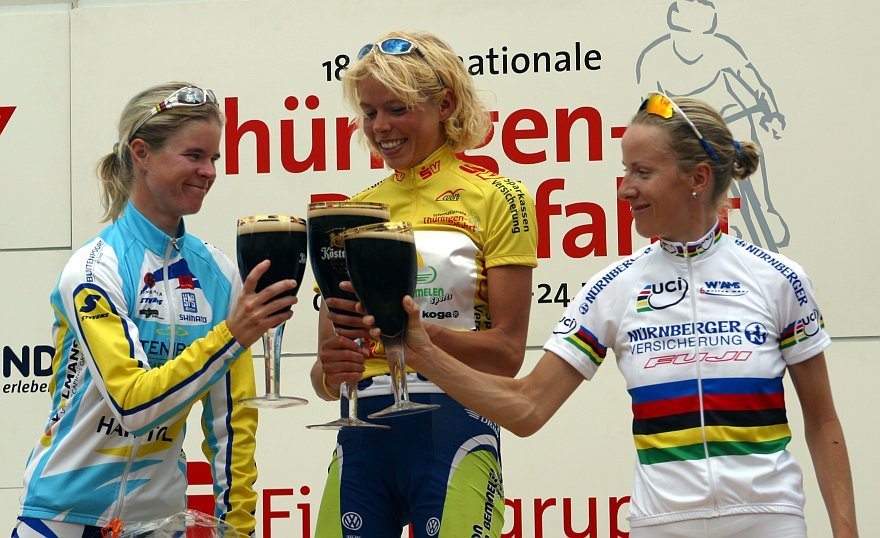
Подиум 2005 года

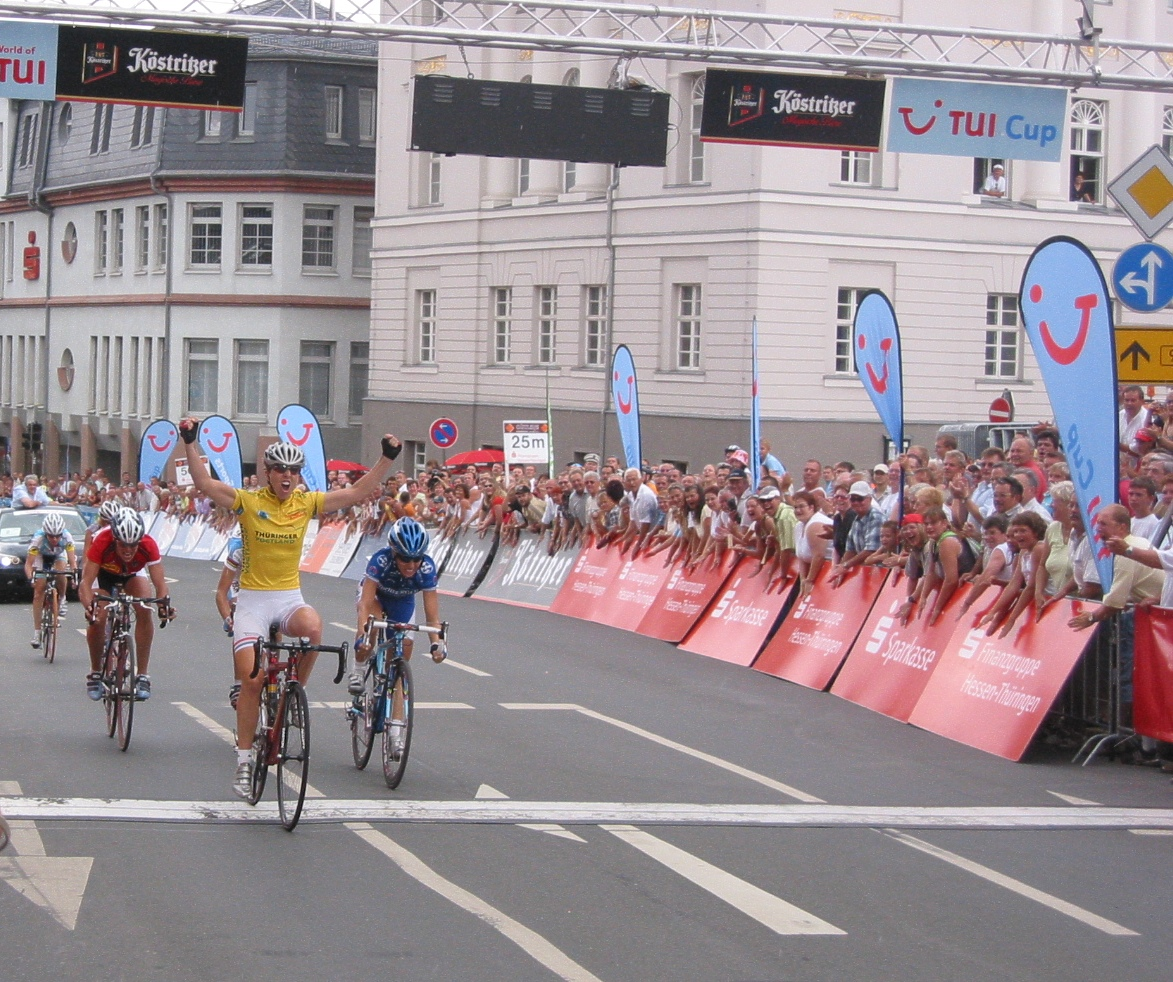
Финиш победительницы 2006 года Николь Кук на заключительном этапе гонки

История гонки началась в июле 1986 года когда в окрестностях тогдашнего района Цойленрода прошла первая гонка под названием DDR Rundfahrt . В гонке, которая проводилась как соревнование-сравнение между ГДР и ЧССР, приняло участие 30 велогонщиц. Её маршрут состоял из четырёх этапов, а общая протяжённость составила 210 км . Победительницей стала Хана Хмеларова из Чехословакии.
Изначально проводилась в рамках национального календаря. В 1996 году гонка вошла в Женский мировой шоссейный календарь UCI.
В 2005 году на Туре произошла трагедия. Он впервые должен был пройти через Баварию и Гессен, но по финансовым причинам от этого отказались и гонка осталась в пределах Тюрингии со стартом и финишем в Цойленрод. За день до старта этой гонки 18 июля на трасе между Цойленрода-Трибес и Аумой, молодой девушкой не справившейся с управлением автомобиля, были сбиты шесть участниц австралийской команды, в результате Эми Джиллетт погибла, пять её соотечественниц выжили, но Алексис Роудс и Луиза Яксли получили тяжёлые травмы, у Кэти Браун и Лориан Грэм были переломы, у Кейт Никол разорваны сухожилия. В результате этого Пролог 19 июня с которого должен был начать Тур отменили, а первый этап 20 июня нейтрализовали. С 2006 года гонщице с выдающимися боевыми качествами или особой честностью на Туре стал вручаться «Приз Эми Джиллетт».
С 2010 года организацией гонки стала заниматься бывшая немецкая велогонщица Вера Холфельд.
В 2017 году организаторы подали заявку на включение гонки в календарь Женского мирового тура UCI с 2018 года. Для этого было перенесено время проведения Тура Тюрингии с середины июля, которое располагалось между Джиро Розой и Ла Курс бай Тур де Франс, на конец мая. Однако UCI (велоспорт) отклонила заявку, но в то же время было достигнуто соглашения по новым датам проведения, чтобы избежать коллизий в календаре гонок.
В 2020 году гонка вошла в календарь Женской ПроСерии UCI, но в том же году была отменена из-за пандемии COVID-19.
В 2021 году немка Трикси Воррак приняла подряд участие в 22-х Турах Тюрингии.
С 1976 по 2013 год проводилась аналогичная мужская гонка. В настоящее время данная гонка является единственной профессиональной женской многодневной гонкой в Германии.

### Маршрут
Маршрут гонки проходит по территории федеральной земли Тюрингия. Этапы часто пролегают через города Цойленрода-Трибес, Шлайц, Грайц, Гера и Шмёльн, а также Дёртендорф. Так как гонка проходит каждый год в одном и том же регионе, то в её ходе появились определённые повторяющиеся элементы:
- перед этапом Rund um Schmölln проводится любительская гонка, в которой любители соревнуются на укороченной дистанции протяжённостью 18,7 км
- также на этапе Rund um Schmölln гонщицы совершают заезд в Саксонию, где в Меране преодолевают крутой подъём Mur de Meerane
- в Шмёльне проводится индивидуальная гонка
- восхождение на Dörtendorfer Berg (1,1 км с градиентом 8,4%), недалеко от Цойленрода-Трибес, получило название Hanka-Berg в честь Ханки Купфернагель.

## Призёры
| Год  | Победитель             | Второй                   | Третий                 |         |
| ---- | ---------------------- | ------------------------ | ---------------------- | ------- |
| 1986 | Хана Хмеларова         | Ильдико Пачова           | Яна Шур                |         |
| 1987 | Петра Росснер          | Теа Викстедт-Ныман       | Хана Хмеларова         |         |
| 1988 | Теа Викстедт-Ныман     | Петра Росснер            | Моник де Брёйн         |         |
| 1989 | Ванесса Ван Дейк       | Ева Орвошова             | Ангела Киндлинг        |         |
| 1992 | Алёна Бариллова        | Ленка Илавска            | Марион Борст           |         |
| 1993 | Ленка Илавска          | Алёна Бариллова          | Клаудия Леманн         |         |
| 1994 | Элисон Данлап          | Жанна Голай              | Сюзанн Юнгског         |         |
| 1995 | Лаура Чарамеда         | Елена Огуй               | Сандра Шумахер         |         |
| 1996 | Ина-Йоко Тойтенберг    | Вера Холфельд            | Лаура Чарамеда         |         |
| 1997 | Алессандра Каппеллотто | Барбара Хееб             | Моника Вальвик         |         |
| 1998 | Эдита Пучинскайте      | Сюзанн Юнгског           | Ханка Купфернагель     |         |
| 1999 | Ханка Купфернагель     | Диана Жилюте             | Раса Поликевичюте      |         |
| 2000 | Валентина Карпенко     | Хуанита Фельдхан         | Солрун Флатос          |         |
| 2001 | Мирьям Мельхерс        | Юдит Арндт               | Трикси Воррак          |         |
| 2002 | Зульфия Забирова       | Дженни Алгелид-Бенгтссон | Мирьям Мельхерс        |         |
| 2003 | Валентина Полханова    | Сюзанн Юнгског           | Сара Кэрриган          |         |
| 2004 | Зульфия Забирова       | Юдит Арндт               | Мирьям Мельхерс        |         |
| 2005 | Тереза Сенфф           | Сюзанн Юнгског           | Юдит Арндт             |         |
| 2006 | Николь Кук             | Эмбер Небен              | Трикси Воррак          |         |
| 2007 | Юдит Арндт             | Эмбер Небен              | Ноэми Кантеле          |         |
| 2008 | Юдит Арндт             | Трикси Воррак            | Грете Трейер           |         |
| 2009 | Линда Виллумсен        | Марианна Вос             | Сюзанн Юнгског         |         |
| 2010 | Ольга Забелинская      | Эдита Пучинскайте        | Ноэми Кантеле          |         |
| 2011 | Эмма Юханссон          | Эмбер Небен              | Шара Гиллоу            |         |
| 2012 | Юдит Арндт             | Трикси Воррак            | Эмма Юханссон          |         |
| 2013 | Эмма Юханссон          | Шара Гиллоу              | Лиза Бреннауэр         |         |
| 2014 | Эвелин Стивенс         | Элизабет Армитстед       | Лиза Бреннауэр         |         |
| 2015 | Эмма Юханссон          | Кэрол-Энн Канюэль        | Лорен Стивенс          |         |
| 2016 | Елена Чеккини          | Аманда Спратт            | Эллен Ван Дейк         |         |
| 2017 | Лиза Бреннауэр         | Эллен Ван Дейк           | Хейли Симмондс         |         |
| 2018 | Лиза Бреннауэр         | Эллен Ван Дейк           | Люсинда Бранд          |         |
| 2019 | Катрин Хэммес          | Пернилле Матисен         | Лурдес Оярбиде         |         |
| 2020 | отменён                | отменён                  | отменён                | отменён |
| 2021 | Люсинда Бранд          | Лотте Копеки             | Эмма Норсгор-Йёргенсен |         |
| 2022 | Александра Мэнли       | Марта Лах                | Фемке Герритсе         |         |
| 2023 | Лотте Копеки           | Лорена Вибес             | Миша Бредеволд         |         |
| 2024 | Рут Уиндер             | Миша Бредеволд           | Броди Чапман           |         |
| 2025 | отменён                | отменён                  | отменён                | отменён |